# Campylocentrum aciculatum
Campylocentrum aciculatum es una especie de orquídea epifita originaria de América.

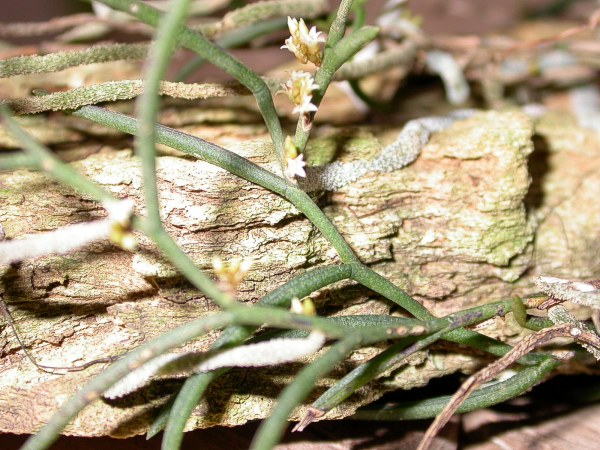
Vista de la planta

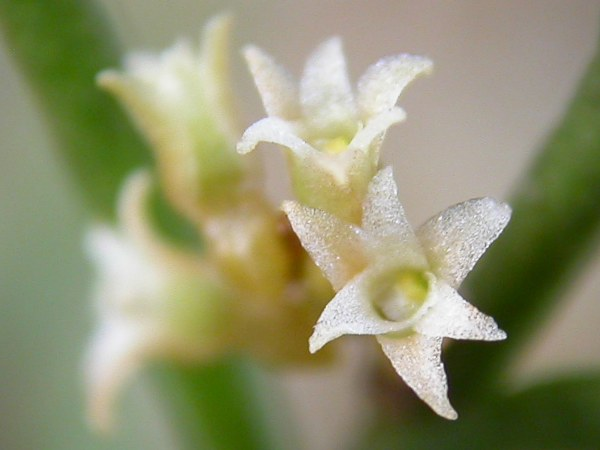
Detalle de la flor

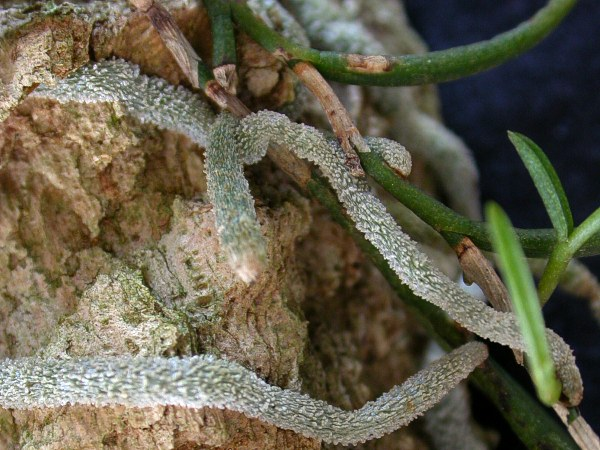
Detalle de la planta

## Descripción
Es una orquídea de hábitos epífitas, monopodial con tallo muy ramificado y hojas cilíndricas alargadas, cuyas inflorescencias brotan de la base del tallo en el nodo opuesto de la hoja. Las flores son pequeñas, blancas, los sépalos y pétalos libres, y nectario en la parte posterior del labio. Sus raíces son tan gruesas como el tronco, cubiertas totalmente con cogollos duros. Pertenece a la especie de la sección Campylocentrum con hojas cortas y delgadas teretes.

## Distribución y hábitat
Se encuentra en las selvas lluviosas de la Sierra de la Mantiqueira a elevaciones de 100 a 1.500 metros donde florece en el otoño in situ.

## Taxonomía
Campylocentrum aciculatum fue descrita por (Rchb.f. & Warm.) Cogn. y publicado en Flora Brasiliensis 3(6): 516. 1906.
Etimología
Campylocentrum: nombre genérico que deriva de la latinización de dos palabras griegas: καμπύλος (Kampyle), que significa "torcido" y κέντρον, que significa "punta" o "picar", refiriéndose al espolón que existe en el borde de las flores.
aciculatum: epíteto latino que significa "parecida a una aguja".
Sinonimia
- Aeranthes aciculata Rchb.f. & Warm.[3][6][7]